# Cervezas Alhambra
Cervezas Alhambra è un'azienda spagnola produttrice di birra fondata nel 1925 nella città di Granada.
Il marchio di birra artigianale appartiene, dal 2007, al gruppo Mahou-San Miguel. Nella produzione della propria birra l'azienda utilizza diverse varietà di luppolo, malto, lievito e acqua proveniente dalle montagne della Sierra Nevada.

## Storia

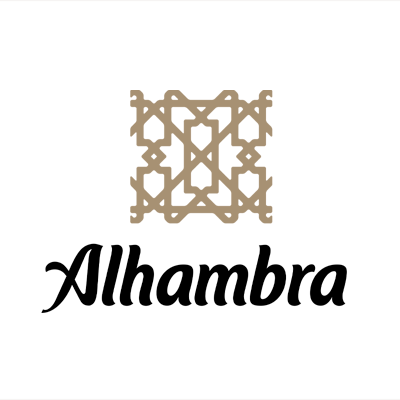
Logo dell'azienda

Cervezas Alhambra venne fondata nel 1925, con capitale granadino e con la partecipazione di Carlos Bouvard, proprietario della fabbrica La Moravia. Nonostante le avversità dell'epoca immersa nella Guerra civile, dal 1936 Cervezas Alhambra comincia a crescere per non fermare più la sua produzione. Nel 1954 Damm entrò nell'azionariato dell'azienda spagnola e nel 1979 entrò anche Cruzcampo. Nei decenni successivi, l'azienda birraia sperimenta anni di crescita e di modernizzazione industriale dei propri stabilimenti. Nel 1995, l'azienda accumulava debiti per un valore di 600 milioni di pesetas, portandola a dover rinegoziare il proprio debito con i suoi creditori. Nel 1995, Cruzcampo e Damm abbandonarono l'azionariato e Cervezas Alhambra vendette il 99% del proprio azionariato a un gruppo esterno a basso costo. Nel 1996, l'azienda cominciò a ottenere utili. Nel 1998, la compagnia raggiunse i 300 milioni di peseta di utili e nel 1999 comprò Compañía Andaluza de Cervezas, produttrice del marchio cordovese Sureña, di proprietà del gruppo colombiano Bavaria.
Nel 2001, il gruppo Heineken (proprietario di Cruzcampo e di El Águila) denunciò Cervezas Alhambra per evitare che producesse la birra Águila Negra. La denuncia era accompagnata dal report di un detective che informava della produzione di Águila Negra da parte di Cervezas Alhambra. Tuttavia, il marchio Águila Negra era nato nelle Asturie nel 1901 e venne comprato da Cervezas Alhambra nel 1997, motivo per cui, nel 2002, il Tribunale di Granada concesse il permesso alla compagnia birraia per produrla.
Nel 2001, l'azienda Cervezas Alhambra sporse denuncia contro Heineken per spionaggio industriale Il giudice imputò due dirigenti di Heineken, ma la denuncia venne poi archiviata perché il detective assunto da Heineken voleva solo sapere se Alhambra produceva Águila Negra, dato che non venne considerato un segreto aziendale.
Nell'anno 2006, fu acquisita dal gruppo Mahou-San Miguel. Il costo di tale operazione fu di 200 milioni di euro.  L'azienda concentra le sue vendite nella regione dell'Andalusia Orientale, anche se a partire dal 2000 cominciò a estendere il marchio al resto del Levante spagnolo e a Madrid.

## Lista dei prodotti della compagnia
- Alhambra Especial
- Alhambra Premium Lager
- Alhambra SIN
- Alhambra Negra
- Alhambra Reserva 1925
- Alhambra Reserva Roja
- Mezquita
- Sureña (prima di proprietà di Compañía Andaluza de Cervezas)
- Adlerbrau
- Águila Negra.11
- Acqua minerale naturale Sierras de Jaén

La birra più prestigiosa del marchio è Alhambra Reserva 1925, lanciata sul mercato nel 1977. Questa birra è un tributo alle origini del marchio e al processo artigianale che lo caratterizza e la sua produzione è stata messa a punto dal chimico Miguel Hernainz.

## Premi
Negli anni la compagnia è stata premiata con varie medaglie e riconoscimenti per l'innovazione, l'impegno con il cliente e la qualità delle sue birre:
- 2006. Premio Innoval, della Fiera Alimentare 2006, nelle categorie Acqua, Bibite e Birra, per il lancio delle nuove lattine con chiusura di protezione, quale segno d'innovazione e impegno verso il cliente.
- 2008. La birra artigiana Alhambra Especial riceve il premio annuale “Sapore dell'Anno”.
- 2009. La birra Mezquita ottiene il premio  “Sapore dell'Anno”.
- 2011. Cervezas Alhambra riceve il premio “Al marchio” nei Premi Esecutivi per la tradizione e il successo raggiunto negli ultimi anni.
- 2012. La birra Alhambra Reserva 1925 riceve il riconoscimento di “Birra dell'anno” dei premi Verema 2012.